# 孔雀級巡邏艦

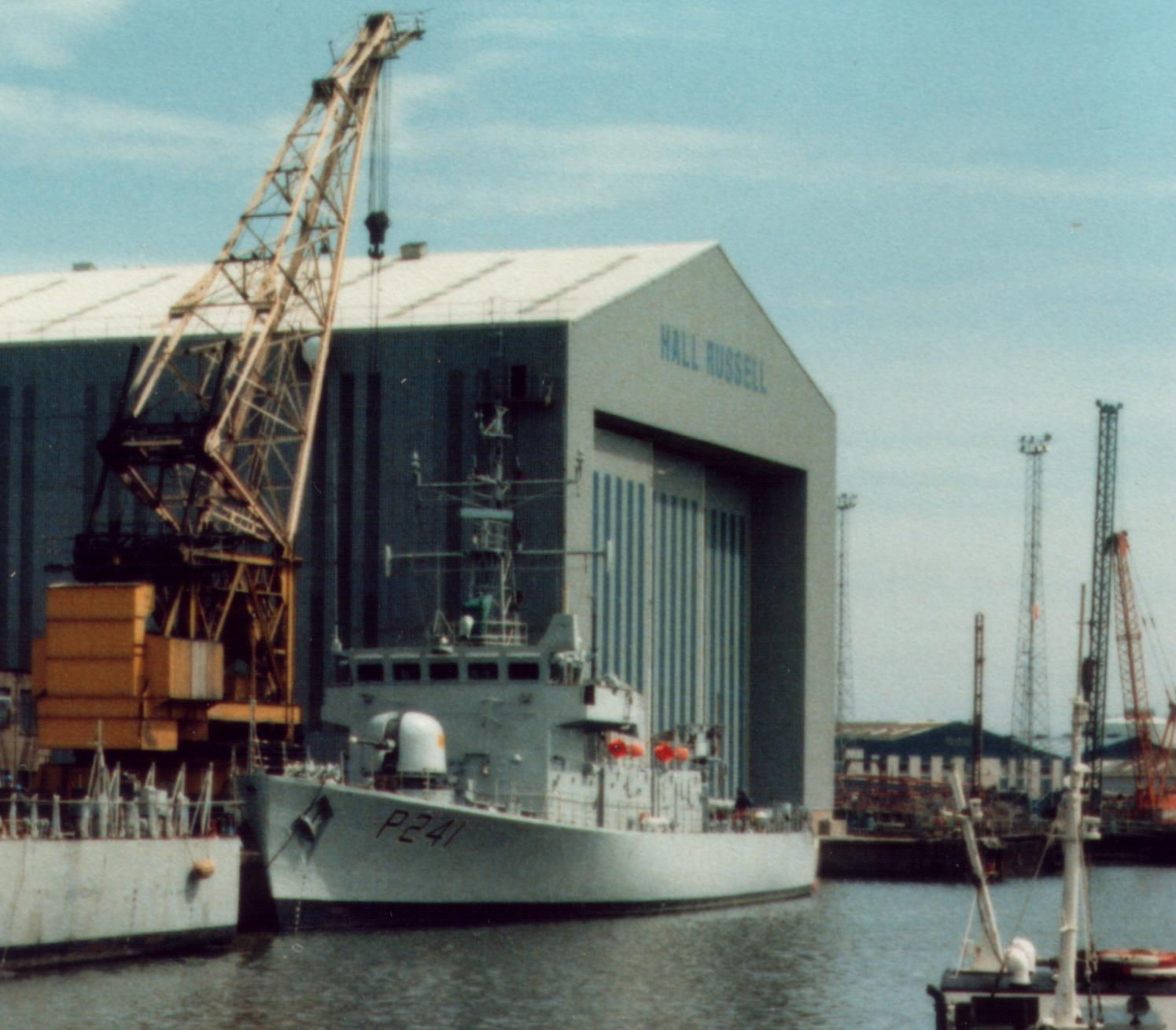
在蘇格蘭亞伯丁海爾羅素造船廠剛完工的薜達靈號（HMS Starling P241）

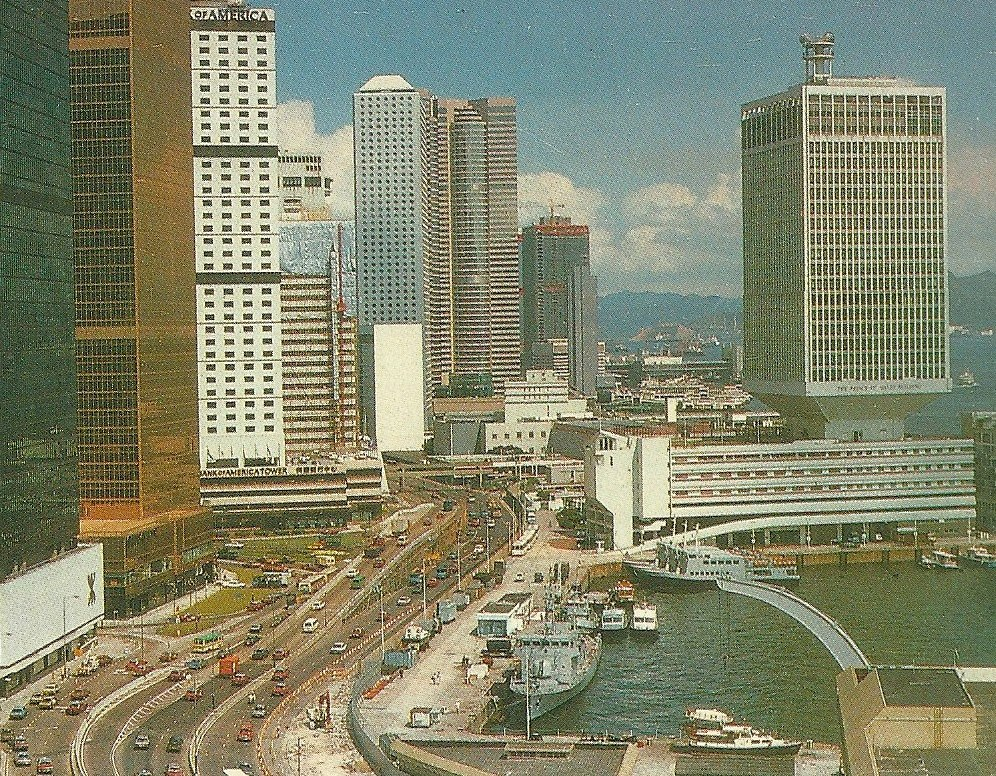
一艘孔雀級巡邏艦停泊於香港島金鐘添馬艦海軍基地的港池內（圖下方體積較大的一艘船艦），在港池側邊的繁忙馬路是夏慤道（攝於1987年）

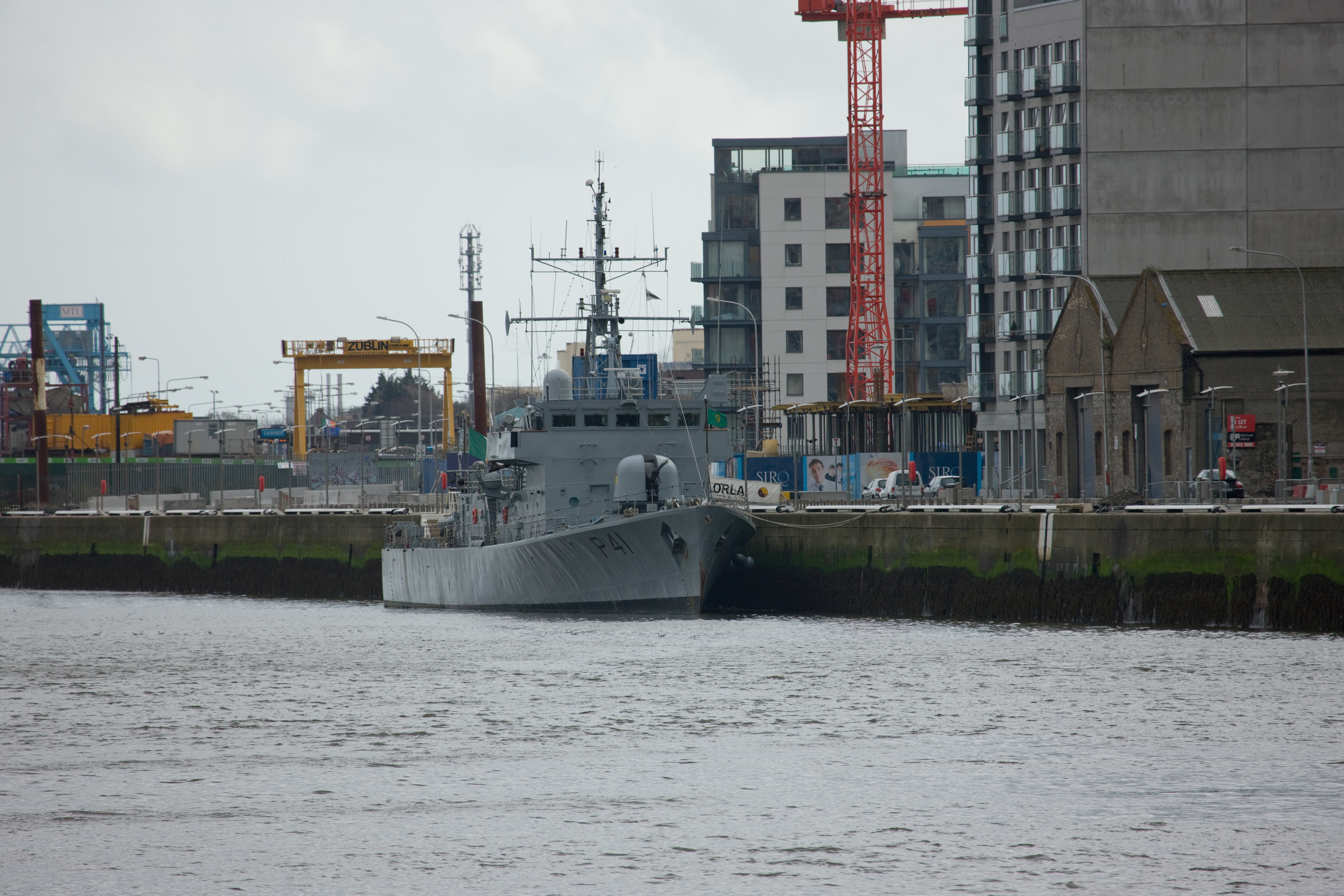
愛爾蘭海軍的奧拉號（LÉ Orla P41）原本是皇家海軍的斯威夫特號（HMS Swift P243）

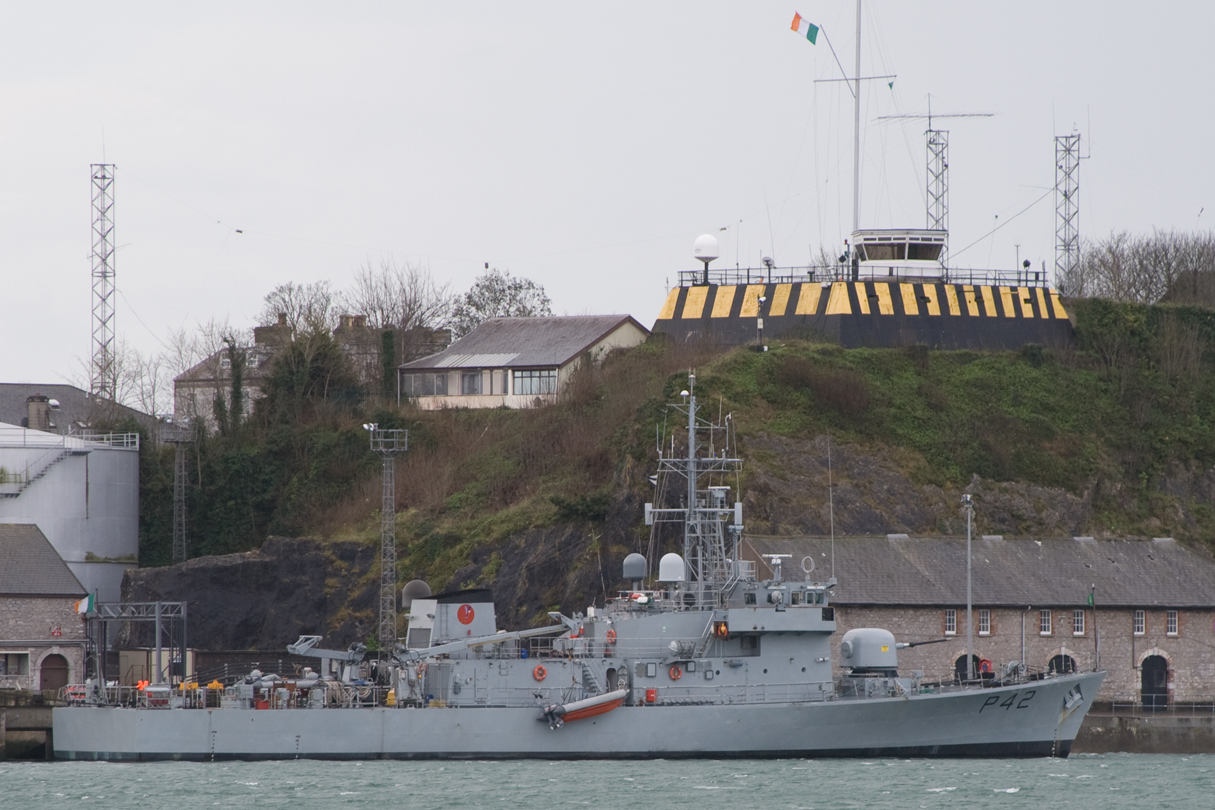
愛爾蘭海軍西亞拉號（LÉ Ciara P42）巡邏艦的右側

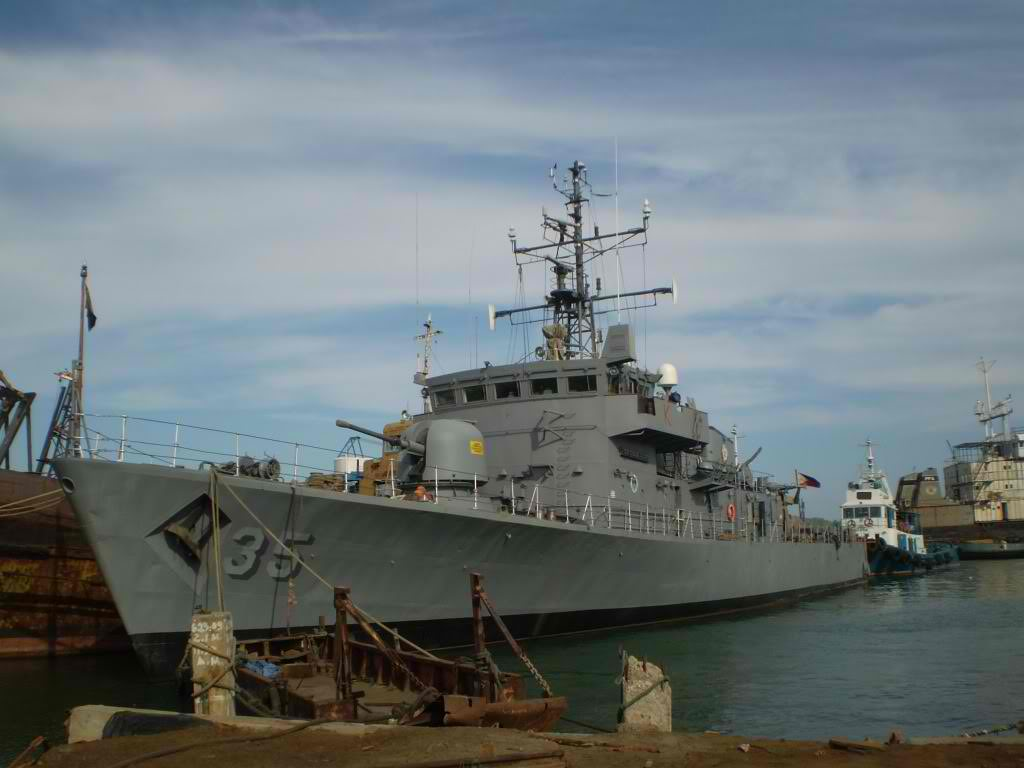
菲律賓海軍的埃米利奧·哈辛托號（BRP Emilio Jacinto PS-35）原是皇家海軍的孔雀號（HMS Peacock P239）

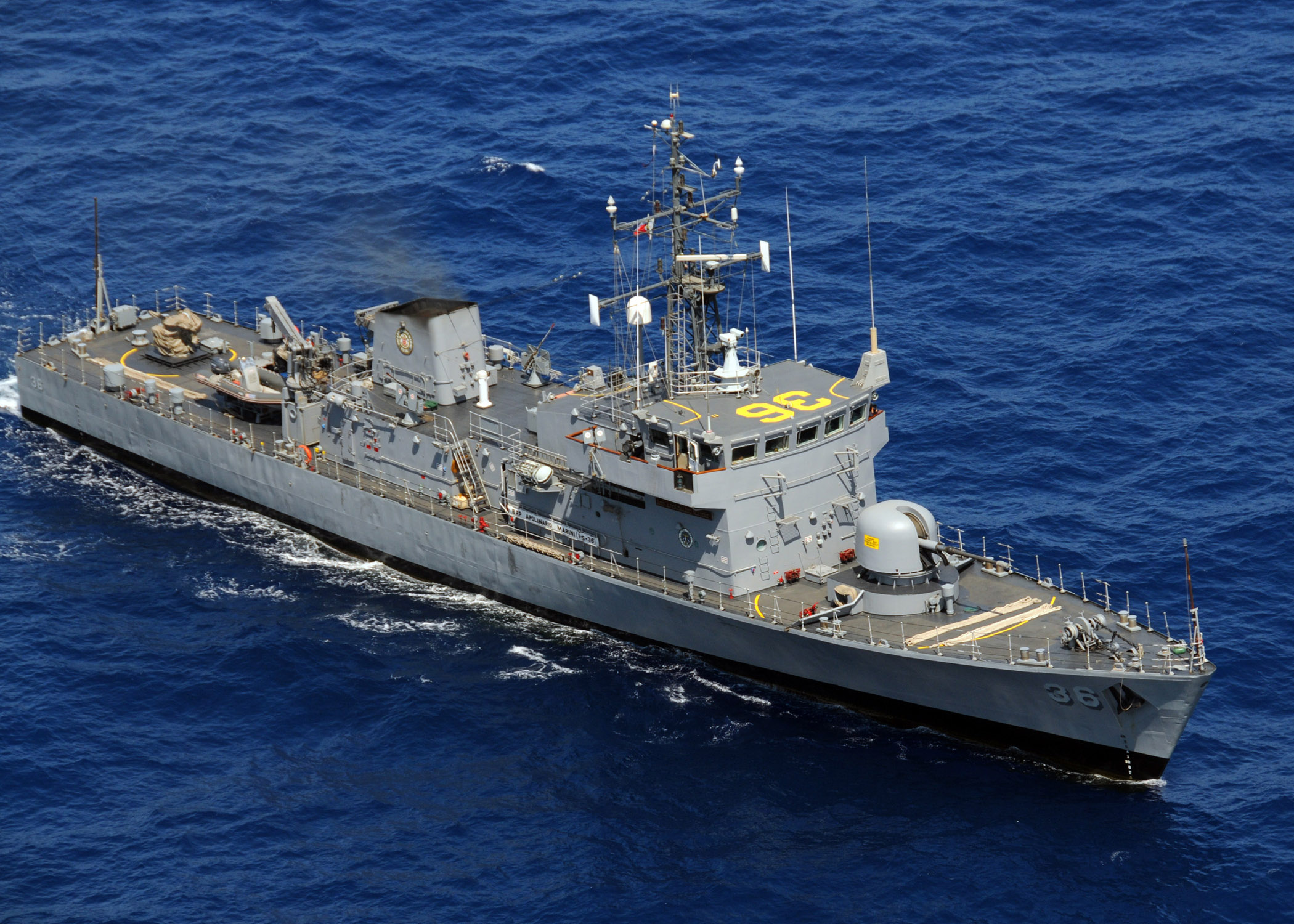
菲律賓海軍的阿波里納里奧·馬比尼號（BRP Apolinario Mabini PS-36）曾是皇家海軍的蒲樂福號（HMS Plover P240）

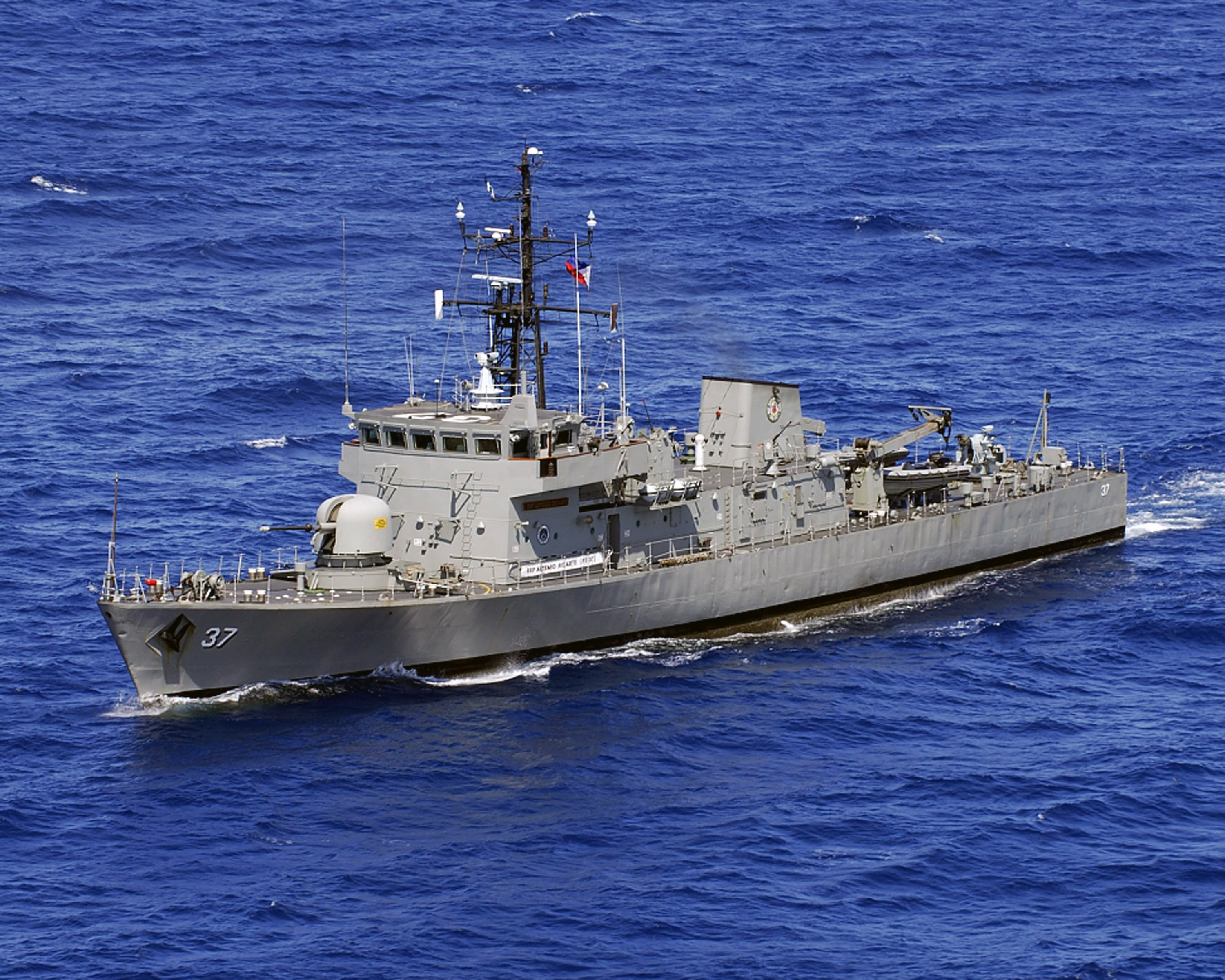
皇家海軍的薜達靈號（HMS Starling P241）移交菲律賓海軍後改名為阿特米奧·理查德號（BRP Artemio Ricarte PS-37）

孔雀級巡邏艦（英語：Peacock-class corvette）是英國皇家海軍第六巡邏艇中隊於1984年起裝備的巡邏艦，是一款專門為駐港英軍在香港水域執行巡邏、臨檢和搜救任務而建造的艦艇，全數共有五艘，均以鳥類命名。由於駐港英軍的規模在中英聯合聲明簽署後逐漸縮減，因此其中兩艘於1988年除役並轉售愛爾蘭，其餘三艘一直留守到1997年香港主權移交，及後轉售菲律賓。

## 發展沿革

### 籌建背景
皇家海軍第六巡邏艇中隊（6th Patrol Craft Squadron），又稱香港中隊（Hong Kong Squadron），自1969年起常駐於香港，成為駐港英軍的海上作戰單位，於1971年至1972年間先後獲調配五艘由頓級（Ton-class）掃雷艦改裝的巡邏艦，分別是彼治咸頓號（Beachampton P1007）、明頓號（Monkton P1055）、惠斯伯頓號（Wasperton P1089）、偉梅頓號（Wolverton P1093）及約靈頓號（Yarnton P1096）。這批巡邏艦於1950年代完工時原本是木造的掃雷艦，於1971年派駐香港時因為主要用途由掃雷轉變為巡邏，因此將煙囪後方的單管歐瑞康20毫米口徑機炮拆去，改為多加一門博福斯40毫米口徑機炮加強火力；艦尾的掃雷具也被拆除，改為放置兩艘可用於搜救和登船執法的小艇；而操作這批艦艇的作戰單位亦因為任務性質的轉變，在1972年將第六反水雷作戰中隊（6th Mine Countermeasure Squadron）的名稱更改為第六巡邏艇中隊。
香港政府在1975年與英國政府討論防務預算協議時，英國國防部已經提到駐港皇家海軍的五艘頓級巡邏艦將於十年後達到原始設計的使用年限，有需要就替換這五艘舊艦的安排進行商議。由於香港在新訂立的防務協議將會為駐港英軍承擔四分之三的運作經費，因此駐港英軍的五艘巡邏艦如需更換，皇家海軍又沒有適合的艦艇可調派給駐港英軍使用時，便需要為駐港英軍建造新艦艇，而駐港英軍的新造艦艇亦將會參照新防務協議的經費攤分比例，由香港分擔四分之三的建造費。香港政府與駐港英軍商討後，於1977年正式向英國國防部提出為駐港英軍更換五艘巡邏艦的需求，英國國防部於是就適合駐港英軍使用的艦艇展開研究，首先探討駐港英軍將會面對的威脅和香港的操作環境需求，並查找是否有適合的現役艦艇可調派到香港使用，如須要新造便要因應預定的需求訂立設計目標，並制定新艦的規格，然後將設計規格、艦上裝備、預期所需的金額和預定交艦時間等資料製作成為報告，再轉交香港政府審閱，待香港政府確認後便會就新艦的建造進行招標。

### 需求評估
英國國防部在探討駐港英軍的艦艇需求時，皇家海軍的幕僚認為駐港皇家海軍的主要作用是維持香港的基本防務需要，協助政府部門執行任務，以及支援海上救援工作；若然中國派兵越境對香港發動大規模攻擊，由於解放軍在水面艦艇和潛艇的數量都有明顯優勢，駐港皇家海軍絕不可能單獨應付；不過國防部的幕僚亦認為香港政府成功平息中國政府在背後支持的六七暴動，充分展現出英國維持在香港統治的決心；中國與蘇聯關係惡化並爆發邊境衝突後，中國面對蘇聯軍事威脅下正要與美國建交及尋求多數西方國家的承認；加上美國軍艦經常到香港訪問和補給，因此預期香港受到中國軍隊發動大規模攻擊的風險並不大，所以無須將駐港皇家海軍的艦艇需求預設為要與中國海軍全面戰爭的規格，但同時提到駐港皇家海軍是有很大機會需要應對海上邊界事故，包括偷渡、走私和漁業糾紛，而風險最高的是與中國邊防、公安、武警及解放軍等前線執法單位發生武裝衝突，因此駐港皇家海軍的艦艇須具備應付有限規模海上衝突的能力。皇家海軍在評估時曾列出多個潛在的交戰對手，並附上性能和武裝的資料，包括55甲型炮艇、62型護衛艇及037型反潛護衛艇等等，都是解放軍海軍沿岸作戰單位大量裝備的艦艇，這些艦艇的最高航速可達30節，其中排水量達135噸的62型護衛艇的主要武器是雙聯裝37毫米口徑機炮，而排水量達450噸的037型反潛護衛艇更配備有雙聯裝57毫米口徑艦炮。雖然這些解放軍小型艦艇的噸位不大，但航速快而且火力密集，駐港皇家海軍使用由木造掃雷艦改裝的頓級巡邏艦早已不是對手，因此皇家海軍認為防守香港的新巡邏艦不但航速最少要有25節，亦須要有足夠火力與潛在對手抗衡。基於大多數海上武裝衝突都在近距離內發生，長距離攻擊的反艦導彈並不適用，新艦需要的是反應迅速及可精準打擊小型艦艇的艦炮，並能在5,000米內擊沉或重創解放軍的小型艦艇。
由於在美蘇冷戰時期，皇家海軍在北約的主要角色是在北冰洋、北大西洋及北海搜索和追踪蘇聯核動力潛艇，所以艦隊主要由排水量數千噸的驅逐艦和巡防艦組成，至於當時在英國沿岸及外海執行巡邏和執法任務的巡邏艦部隊，其組成與駐港皇家海軍相似，同樣是以正等待替換的頓級掃雷艦佔多數，英國在1970年代先後建造了排水量千餘噸的島級巡邏艦及排水量200噸的鳥級巡邏艇更換部分已老舊的頓級。包括英國在內的西歐國家在冷戰開始後出於共同對抗蘇聯的需要，逐漸建立起安全合作和對話的機制，英國因此預期與其他西歐國家在海上爆發武裝衝突的機會很低，駐防英國本土的巡邏艦部隊，其主要角色亦被定為在外海保護英國的漁業和海上油氣設施，艦上裝備足以對商船和漁船執法即可，所以排水量過千噸的島級巡邏艦和接續建造的城堡級巡邏艦，都僅配備一門40毫米口徑機炮，兩者均採用遠洋拖網漁船的船身設計，最高航速不超過20節，其火力和航速都低於派駐香港的需求，況且皇家海軍即使有新服役的巡邏艦也要優先用於汰換本土艦隊的老舊艦艇，英國國防部便告知香港政府當前皇家海軍沒有現役或建造中的艦艇可調派到香港，供駐港巡邏艇中隊替換五艘舊艦，香港政府因此決定為駐港英軍購買全新建造的艦艇，並與英國國防部商討購買新艦的事宜。

### 制定規格
英國國防部規劃適合在香港駐守的巡邏艦時，不但認為須具備應對海上武裝衝突的能力，也提出新艦將要承擔多項工作，包括可在香港離岸400海里執行搜救任務；為外國訪港軍艦領航，並為抵港的核動力軍艦護航；到南中國海保護英國商船；亦須具備遠航能力，令駐港皇家海軍可進行遠航訓練之餘，亦可到友好國家訪問及參與聯合軍演，從而提升皇家海軍的國際形象。為了滿足執行各項任務的需求，英國國防部對新艦的艦體設計、救援設施、通訊系統、偵搜設備和武器系統等，都進行了深入的評估。在各方面的要求之中，通訊系統是最簡單和直接的，只需安裝皇家海軍同類型艦艇現用的通訊設備，並配合與香港各執法單位通訊需求而作出調校。救援設施要求可應付大型海難的搜救，要有足夠空間收容獲救者，並可配合海底打撈作業，所以艦上須有起重機和支援潛水員工作的設備。至於艦體設計、偵搜設備和武器系統的選擇，因為對新艦的效能和應用有長遠的影響，也關乎到採購預算和運作成本，香港又將會為新艦付出大部分開支，因此英國國防部在制定規格時亦要考慮香港政府的意見。雖然偵搜設備和武器系統直接影響到新艦的造價和維護經費，但選擇偵搜設備和武器系統涉及軍事上的專業判斷，香港政府在這方面較缺乏實際經驗，所以同意將偵搜設備和武器系統交由英國國防部全權決定，香港政府亦表示會尊重英國國防部的專業意見。

#### 甄選武器裝備
新巡邏艦的偵搜設備基本上是採用同期英國類似艦艇的雷達，但因為香港的海岸線複雜，而且新艦很大機會要在沿岸執行任務，考慮到雷達在沿岸應用時較易受到雜波干擾，所以新艦除了配備傳統的搜索雷達外，也要安裝GSA7海射手式光電射控儀，並利用這款射控儀進行目標追踪和控制艦炮瞄準目標。皇家海軍要求新巡邏艦須配備可在海上衝突中癱瘓解放軍小型艦艇的武器系統，雖然新艦並非用於投入大型海戰而不用配備反艦導彈，但面對裝有37毫米口徑機炮或57毫米口徑艦炮的解放軍小型高速艦艇，英軍當時常用於掃雷艦和巡邏艦的40毫米60倍徑機炮，只是一款二次大戰時期的高射炮，依賴目視瞄準和人手操炮，不但反應速度慢，射擊精確度容易受艦身搖晃影響，對操作人員也缺乏保護，所以早已不敷使用。因此英軍要求新艦須配備一款高性能的艦炮，不但反應速度和射擊速度都要夠快，彈藥威力也要夠強大，可貫穿15毫米鋼板，只要進行一次射擊即可重創小型艦艇，而且對小型高速目標要有高命中率，可於距離五公里處精確擊中如快艇、炮艇、漁船和高速護衛艦等目標。
因為被認為是潛在對手的解放軍高速護衛艦裝備有57毫米口徑艦炮，所以皇家海軍選擇適合的艦炮口徑時，也由57毫米起跳。由於現代化的艦炮都是設計複雜而且價格昂貴，在選擇艦炮時也要顧及新艦的噸位限制，最後進入決選的共有三款艦炮，分別是瑞典博福斯57毫米口徑快炮、意大利奧托梅萊拉76毫米口徑快炮，以及由英國皇家兵工廠L7型105毫米口徑線膛炮改裝出來的艦炮。其中以L7型105毫米口徑線膛炮較為特別，此炮原是英國皇家兵工廠在1950年代為陸軍坦克而開發，最早應用於百夫長坦克，並且在1960年代和1970年代被大部分西方國家設計的坦克採用，英國當時有意將這款火炮發展為供中小型艦艇使用的艦炮。因為彈藥直徑較大，彈頭威力將會是三款艦炮中最強，由於此系列火炮已被多個國家的主力坦克選用多年，所以彈種齊全，而當時計劃為此炮開發的艦炮炮塔將具有切換彈藥的功能，不過利用此炮發展成艦炮仍在計劃階段，而且艦炮的設計較地面車輛使用的火炮更為複雜，相信很難趕及香港新巡邏艦的建造進度，即使此炮一旦完成研發將有望成為三種候選艦炮中的唯一英國貨，但因為仍未有成品推出，不利於整個新巡邏艦計劃的時程和價格控制。
由瑞典博福斯設計的57毫米口徑快炮是一款很適合安裝在小型艦艇的艦炮，除了大量裝備於瑞典皇家海軍的主要作戰艦艇外，亦被多個國家海軍的導彈快艇選用，而價格較意大利奧托梅萊拉76毫米口徑快炮便宜。此炮採用無人炮塔設計，兼具防空炮的功能，因為口徑較小，單發彈頭威力也因此受到限制，但射速可達每分鐘200發，藉此增加多次擊中目標的機會並彌補單發彈頭威力的不足。意大利奧托梅萊拉開發的76毫米口徑快炮，於1960年代中期面世後便廣受西方國家所採用，由於在設計時已考慮到小型艦艇對安裝艦炮的需求和限制，因此全炮不連彈藥的總重只有7.5噸，可安裝在排水量小至三百噸的巡邏艇或導彈快艇。此炮可遙控操作，其特點是在當時已面世的同類型艦炮中擁有較高的射速，最高射速可達每分鐘85發，其射擊俯仰角由-15度至+85度，可作為防空炮使用。雖然該款艦炮在國際軍火市場頗受歡迎，但皇家海軍對其評價並不高，認為射擊精確度不足，而且價格昂貴。不過到1980年3月，英國國防部對外發布的資料顯示已決定在新艦採用奧托梅萊拉76毫米口徑快炮，此舉在英國國會旋即引起關注，有國會議員質疑國防部為何不用英國貨而去買意大利產品，國防部則認為在選擇艦炮時並非沒有充分考慮英國貨。雖然當初有意使用皇家兵工廠L7線膛炮發展為新型艦炮，但這款105毫米口徑的新艦炮並未有製造出樣品可供測試；Mk8型114毫米口徑艦炮對排水量不足一千噸的艦艇而言又過於龐大；之前一直使用的40毫米口徑機炮本來就不符合需求。國防部指意大利奧托梅萊拉76毫米口徑快炮是目前正在生產的艦炮中，而又適合安裝在新巡邏艦的最佳選擇；其可靠性高，並可配合英國製的GSA7海射手式光電射控儀使用，而且此炮已獲北約國家廣泛採用。這個選擇也使計劃中的香港新巡邏艦於完工後，成為皇家海軍唯一採用奧托梅萊拉76毫米口徑快炮的作戰艦艇。

#### 評估艦體款式
在艦體設計方面，除了要求最高航速不少於25節，在經濟航速下航程要有2,500海里，也要適應颱風的海象，並具備抗損能力，而且必須可在香港現有的船塢設施進行整修，以便在香港長期駐防。因為在1970年代中期，水翼船和氣墊船成為歐美先進國家海軍最時髦的小型艦艇設計，所以在早期的艦體設計構型評選之中，這兩款可輕易加速到40節以上的新穎設計亦在考慮之列。水翼船可持續高速航行，如配合電腦控制的水翼，在風浪下高速航行時都可維持穩定性，缺點是構造複雜，造價和維護費用都很高昂，當時皇家海軍也購買了由波音929修改而成的迅速號（HMS Speedy P296）水翼巡邏艇，但測試後發現不符合需求，於1986年被轉售並改裝為客運用途。氣墊船的價格在兩者之中較便宜，但對強風和大浪的惡劣海象適應能力較差，噪音也較大。英軍為加強堵截越南船民湧入香港，曾於1979年將兩艘最高航速可達50海里的SR.N6氣墊船運到香港，並於同年年底投入阻截偷渡和走私的任務。兩艘氣墊船都配備雷達並可經由其他執法船隻的指引下，利用高速性能追捕涉嫌從事違法活動的快艇，但使用期間也發現不少問題；雖然氣墊船可追上目標船隻，但缺乏收放小艇的能力，不便於登船搜查工作；運行時發出的噪音太大，不適合埋伏查緝走私，不過軍方認為氣墊船發出的聲浪，也有嚇阻海上不法活動的作用；氣墊船的維護工作較為複雜而且費時，對出勤率造成影響；當初預期氣墊船適合在淺水灘岸航行，其中一艘卻於1982年1月觸礁導致船身入水，需要拖走維修，氣墊船自此淡出駐港英軍
。雖然水翼船和氣墊船的航速很高，但低速航行時操控性較差，不適合用於海上執法和救援任務；船身的重量和內部構造亦受到較多限制，船體結構會較為脆弱，在發生海上衝突時如船身受創，生存性將不如傳統設計；加上耗油量很大，航程能否符合需求存疑，而且結構複雜令造價和維護費用都十分昂貴，所以這些前衛的設計很快便被香港政府排除掉。

### 決定度身訂造
計劃中的新巡邏艦雖然並非用於全面戰爭，但火力要足以應對海上武裝衝突，能夠勝任海難救援任務，並可支援潛水員進行海底打撈工作。因為香港水域有很多海灣和淺水的區域，如吐露港和后海灣，其中後者不但是偷渡和走私等跨境非法活動的熱點，更是香港水警最常與越境的中國邊防對峙的水域之一，所以新巡邏艦需具備多功能及滿足各項性能要求的同時，噸位和尺寸也不能太大，排水量應介乎500噸至800噸之間，否則將難以在狹窄的航道靈活操作，亦不便於在有需要時駛入避風塘。在早期的規劃中，新巡邏艦的整體設計是先從市場上物色一款功能相似的現有艦艇，再將設計修改成適合駐防香港的需求；但經評估後認為，英國本土使用的巡邏艦只是在低威脅性海域執行護漁和巡視任務，噸位雖然較大和航程較遠，但武器裝備卻過於貧弱；而國際市場上的巡邏艦普遍是供中小型海軍作為主要作戰艦艇，很多都配備威力十足的反艦導彈，卻缺乏海難救援設備和容納獲救者的空間。香港政府曾向英國國防部表達，香港不是要最平價的艦艇，而是在合理的價格範圍內買最好的。由於現有的艦艇設計都不符合要求，香港政府和英國國防部得出的共識是不再從現有的艦艇中尋找合適的設計，而是要購買一款專為香港防務需求而設計的新型巡邏艦。

### 政府公佈及撥款
香港政府於1979年1月公佈，由於駐港皇家海軍的頓級巡邏艦已經老舊，艦上裝備亦已經過時，而且這五艘巡邏艦均由木材建造，正常的使用年限將於1980年代初屆滿，實有更換的必要。香港政府與英國國防部經商討後認為皇家海軍目前沒有現役或正在建造中的艦艇適合擔任香港水域的巡邏和搜救任務，將要為香港的需求特別設計和建造，因此香港政府將會承擔五艘新巡邏艦建造費當中的四分之三，其餘四分之一由英國國防部支付，預期香港政府需要為五艘新艦分擔2億5000萬港元，而具體價格則要在設計指標在1979年年底訂立後才能確定，新巡邏艦較理想的長度最小要有45米，最高航速達到25節。財政司夏鼎基於1979年2月底在立法局表示，財務委員會為準備購置新巡邏艦已批准2億港元的撥款，但這筆款項暫時無須於1979年至1980年度的財政年度中動用，他又認為偷渡來港的非法移民及越南船民問題如有惡化，這批新巡邏艦將會特別有用。新艦的具體設計指標在1979年年底確定後，香港政府預期需承擔的費用比年初所公佈的2億5000萬港元大幅增加，達到3億8000萬港元。英國國防部於1980年3月發報已經與香港政府達成協議，香港政府將會以數百萬英鎊購買新巡邏艦，令駐港英軍可以加強防衛力量。英國國防部又稱由於當前英國國防預算緊拙，香港政府比英國政府容易承擔購買新艦的費用，而且這批新艦將有助香港查緝走私及阻截非法移民和越南船民大規模湧入香港，所以由香港支付較多的費用會較為合適，同時提到新艦將會安裝由意大利設計的76毫米口徑快炮。

### 招標過程
新巡邏艦的具體規格於1981年確定，包括最高航速要有25節，在經濟航速下航程可達2,500海里，可在離岸400海里執行搜救任務，能夠在颱風的海象下出海超過10天，具有優良的低速操縱性能，可靠近其他船隻並執行登船任務，具有良好的損害管制能力，以及可搭載100名乘客。為了達到設定的要求，新艦的排水量因此較將會被替換的頓級巡邏艦大上一倍，滿載排水量超過700噸，而船體的長度達到60米，亦比當時掃雷艦常見的45至50米更長。由於五艘巡邏艦的擁有者將會是皇家海軍，新艦的設計和建造合約對英國本土的造船廠而言，可說是伸手可得，但香港政府認為五艘新艦的建造費有四分之三是由香港承擔，而且香港的造船業界亦表示有意參與這批巡邏艦的建造工作，如果將全部建造合約都直接批給英國船廠，在香港必然引起輿論非議，所以香港政府提出應讓香港本地船廠參與建造工作，不過皇家海軍指出香港的造船廠缺乏建造現代化艦艇的經驗，質疑新艦是否適合交由香港的造船廠建造。由於英國造船業在1970年代正面臨與西德、法國、荷蘭、丹麥和瑞典等歐洲傳統造船大國相似的情況，受到東亞的日本和當時勞動成本較低的南韓和台灣激烈價格競爭，英國造船業的規模正逐漸收縮，船廠的倒閉導致部分沿海重工業地區出現嚴重失業問題，如果連垂手可得的皇家海軍造艦合約都流出英國，執政保守黨勢必被在野工黨狂追猛打。由於英國當局希望新艦能留在英國建造，而香港政府亦爭取讓香港的造船廠可參與其中，經協商後決定將五艘新艦的招標分拆成兩部分，先招標由英國船廠設計和建造第一艘，之後招標的四艘則按首艘的設計建造，並且英國和香港的船廠都可投標。這樣便可令英國造船廠傳承為皇家海軍設計和建造軍艦的傳統，又不至於將香港本地船廠的參與機會完全排除在外。
五艘新艦的建造於1981年初展開招標，第一艘將由英國造船廠投標建造作為同型艦的原型，並已有三家英國船廠入標競爭，餘下四艘的建造合約則另外招標。由於香港政府提供五艘新艦四分之三的建造經費，所以餘下四艘的建造合約，除了英國船廠競逐外，亦開放予香港的造船廠投標。參與投標建造四艘新艦的香港本地造船廠，分別是香港船廠和中華造船廠，而被軍方認為最有條件承造新艦的香港聯合船塢本來亦有意投標，但後來以其位於青衣島的船塢長度不合適為理由放棄。由於佔整份新艦合約最大金額的武器和核心設備是由英國廠家主導供應，所以香港船廠即使中標亦只會是建造船體，而獲益最大的仍是出售核心設備的英國供應商。英國國防部先會審視各家造船廠所具備的條件，然後將各項資料編成報告，並會先將報告交予香港政府審閱後才會批出正式的建造合約。由於有香港的造船廠入標競逐建造合約，英國國防部曾經派員到香港視察參與投標的香港本地船廠。五艘新巡邏艦的第一艘原型和四艘同型艦的建造合約在1981年完成招標後，均由位於英國蘇格蘭阿伯丁的海爾羅素造船廠（Hall, Russell & Company）承造，這是一家專門建造小型專門性船艦，員工約有750人的英國船廠。新巡邏艦於1982年定名為孔雀級，五艘新艦的合約總值達6億1300萬港元，其中4億6000萬港元由香港政府承擔，由於合約價值明顯高於1979年評估的金額，所以香港立法局需要為五艘新艦追加撥款。
對於五艘巡邏艦的建造合約全部由一家英國船廠獨得，香港造船業界對結果並不感意外；由於香港造船業缺乏完整的設計現代化軍艦經驗，所以在招標中難免落入較為不利的地位。雖然五艘新艦的建造合約，因為香港政府提出要給予香港本地船廠參與建造工作的機會，而將造艦的招標分拆為兩部分，先招標由英國船廠設計和建造第一艘，再按照第一艘的設計向英國和香港的船廠招標建造後續四艘。由於中標負責後續四艘建造工作的造船廠，須要確保各艦都是按照第一艘的設計和標準建造，因此不可避免要向負責設計和建造第一艘的英國船廠支付派出顧問和監督的費用；即使香港當時的工資成本比英國低，但這款專為駐防香港而設計的巡邏艦全數只有五艘，難以通過大量建造同型艦，大幅度攤薄需要支付給設計方顧問費和監工費而產生的成本；而中標負責設計和建造第一艘的英國船廠，在建造後續四艘的招標中，將可有效控制成本而佔盡優勢，最終囊括全部五艘建造合約。對於香港本地船廠競投後續四艘建造合約落敗，有入標競投的中華造船廠批評中標價偏高，而香港政府則對香港本地船廠落選表示失望。

### 建造及試航
五艘孔雀級巡邏艦是海爾羅素造船廠在1979年10月為皇家海軍承造兩艘城堡級巡邏艦之後最大的軍艦訂單，在英國造船業不景氣下對該廠的存續極為重要。首艘孔雀級巡邏艦於1982年1月在蘇格蘭阿伯丁的海爾羅素造船廠動工，於1982年12月下水，而接續兩艘孔雀級亦於同年在該造船廠動工建造。第一艘孔雀級於1983年6月完工，並由雅麗珊郡主為該級巡邏艦的首艘孔雀號（Peacock）主禮命名儀式，其後在皇家海軍位於蘇格蘭的海軍基地展開試航；第二艘蒲樂福號（Plover）和第三艘薜達靈號（Starling）亦先後於同年舉行下水禮，並分別由港督尤德爵士夫人尤彭雯麗和身兼行政局和立法局議員的鄧蓮如主禮，而在下水禮上同時為薜達靈號命名的鄧蓮如，更成為首位為皇家海軍軍艦命名的香港人。第二艘蒲樂福號於1984年初完工後展開試航，而最後兩艘孔雀級也先後於1983年動工，並分別於1984年3月及1984年9月下水。
首艘孔雀級巡邏艦孔雀號原定於1983年12月移交給皇家海軍，並於1984年2月抵達香港，成為駐港皇家海軍第六巡邏艇中隊的最新成員，但孔雀號在1983年下半年的試航中，海軍發現該艦有兩大問題必須修正，交艦日期因此需要延遲。其一是兩台柴油引擎的震動較預期嚴重，連帶令主軸的軸承和推進器亦容易受損，後來發現是支撐引擎的托架緩衝物料未有發揮應有效能，須要變更托架的設計。第二個問題是原本設計可於颱風下惡劣海象操作的孔雀級，在試航期間遇上大浪時艦身卻出現異常擺動，經檢查後發現是位於艦身的穩定鰭設計不良，需要重新設計和安裝。海軍要求造船廠必須修正好問題並重新測試滿意後才能夠收貨，首艦孔雀號移交給海軍的時間因此較原定延遲達九個月，未能按預期於1984年年初先行駛回香港，要推遲至與第二艘完工的蒲樂福號一同返港歸隊。

### 服役及轉售
首兩艘孔雀級巡邏艦孔雀號和蒲樂福號於1984年通過驗收後由駐港皇家海軍第六巡邏艇中隊接收，兩艦的煙囪兩側皆有象徵香港中隊的紅龍白底隊徽。兩艘新艦於同年9月22日從英國樸茨茅斯啟程駛回香港，期間曾停泊多個港口及邀請沿途多個國家的軍政界人士登艦參觀，經歷為期兩個月及10,600海里的航程後，兩艦於1984年11月19日抵達香港。時任香港總督尤德於當日上午乘坐駐港皇家空軍的直升機飛到鯉魚門上空
，迎接孔雀號和蒲樂福號駛入維多利亞港，而駐港皇家海軍的三艘頓級巡邏艦亦聯同皇家海軍陸戰隊的四艘海騎式快艇出海相迎，並組成編隊護送兩艘孔雀級巡邏艦到添馬艦海軍基地靠泊。港督尤德於11月24日下午登艦視察，蒲樂福號在港督登艦後隨即升起象徵港督在艦上的香港總督旗，隨後聯同孔雀號一起從添馬艦海軍基地出發，開往鯉魚門東南面的水域，展示新艦的航速及靈活性，期間曾經測試76毫米口徑快炮的操作，由直升機進行補給，以及兩艦間使用繩索互相交換物資的演練，至傍晚返回添馬艦海軍基地。後續的孔雀級巡邏艦於1985年先後抵港歸隊，最後一艘於1985年9月抵達香港後，駐港皇家海軍終於完成對五艘頓級巡邏艦的替換。因為於1984年12月簽訂的中英聯合聲明確定香港主權將於1997年7月移交中華人民共和國，駐港英軍的規模將會逐漸縮減，因此英軍於1987年決定將只服役了兩年的最後兩艘孔雀級出售，只留下首三艘繼續服役至1997年主權移交，從英國調派來港的英軍人員如有多出將會返回英國，皇家海軍香港中隊亦已停止在香港進行招募，並盡可能為在香港招募的本地人員安排內部調職，將要出售的兩艘孔雀級於1988年6月後停止執勤，而兩艘巡邏艦撤出後的任務空缺將由香港水警填補。英國政府與愛爾蘭政府於1988年8月簽訂意向書，兩艘從駐港英軍退役的孔雀級巡邏艦以每艘五千萬港元出售給愛爾蘭。愛爾蘭海軍接收後，兩艦分別更名為西亞拉號（Ciara）和奧拉號（Orla），並於1989年1月在愛爾蘭海軍再度服役。
孔雀級在香港服役期間曾參與多次救援任務，包括到果洲群島以東的外海拯救受傷的漁民，到南中國海搜索機械故障的遊艇。1991年8月15日，在香港東南65海哩發生的南海油田事故，有一艘巴拿馬註冊的（DB29）管道鋪設船遭受颱風法雷德引發的暴風雨吹襲翻沉，導致船上195人墮海或被困船艙，香港海上救援協調中心接報後，駐港皇家海軍即派出兩艘巡邏艦，聯同由駐港皇家空軍及皇家香港輔助空軍派出的多架直升機展開救援行動，並協調附近船隻，在海難發生當日救起達162人，當中12人獲救時證實死亡，這次成為孔雀級巡邏艦在香港服役期間所參與的最大規模海難救援行動。1990年代初跨境走私活動猖獗，孔雀級巡邏艦在出勤時亦會聯同香港水警及香港海關執行反走私行動，並曾經成功追截走私艇及拘捕涉嫌走私的疑犯。除了日常的巡邏、執法和救援行動外，孔雀級巡邏艦亦會於海軍基地開放日的活動上，進行戰術表演及開放市民登艦參觀。
由於駐港英軍的三艘孔雀級巡邏艦於1997年主權移交後不會留在香港，英軍也不打算留用作英國本土的海岸巡邏及漁業保護用途，所以英國政府在香港回歸日臨近前一直為三艘巡邏艦尋找外國買家，而成功出售後所得的款項，將會按香港和英國在孔雀級新造時協定的經費分擔比例，金額的四分之三交給香港政府，餘下的四分之一撥歸英國政府。1997年6月30日是皇家海軍香港中隊最後一天在香港運作的日子，在當日早上，三艘孔雀級巡邏艦駛離昂船洲海軍基地並執行最後一次在香港水域巡邏的任務，先由西面駛入維多利亞港，在通過威爾斯親王大廈對出海面時向準備接載查理斯王子和最後一任香港總督彭定康的不列顛尼亞號皇家遊艇，及來港協助主權移交安排的皇家海軍22型巡防艦漆咸號互相敬禮，然後繼續向東航行並通過鯉魚門水道，之後轉向南面海域並順時針環繞香港島一圈，期間途經赤柱、淺水灣和香港仔，再由西面駛回維多利亞港與不列顛尼亞號皇家遊艇和漆咸號巡防艦會合。香港主權移交儀式在7月1日凌晨結束後，來港主禮的查理斯王子與最後一任香港總督彭定康在中環軍營附近的碼頭登上不列顛尼亞號皇家遊艇啟程離開香港，三艘孔雀級巡邏艦在香港接到的最後一個任務便是護送載有英國王儲和末代港督的不列顛尼亞號由香港前往菲律賓，孔雀級巡邏艦在香港十餘年的服役生涯至此結束。三艘孔雀級巡邏艦在前往菲律賓期間曾經在南中國海與皇家海軍執行亞太巡航任務的「九七海浪行動」主力隊伍會合，並一同接受查理斯王子在不列顛尼亞號皇家遊艇上的海上檢閱，但是三艘孔雀級抵達菲律賓後未有跟隨皇家海軍隊伍返回英國，而是停留在當地。孔雀級巡邏艦於1997年8月1日正式從皇家海軍退役，駐守香港已有25年的第六巡邏艇中隊此時亦已經解散，三艘孔雀級巡邏艦以2000萬美元的作價被轉售給菲律賓。菲律賓於接收後分別將艦名更改為埃米利奧·哈辛托號（Emilio Jacinto）、阿波里納里奧·馬比尼號（Apolinario Mabini）及阿特米奧·理察號（Artemio Ricarte），並於同年8月4日在菲律賓海軍再度服役。

## 設計及配備

### 整體設計
孔雀級是一款專為香港的操作環境而設計的沿岸巡邏艦，由於皇家海軍香港中隊不但要履行保衛香港的職責，亦要維持海上治安、執行海上搜救和海底打撈等任務，所以孔雀級的設計並不側重於火力和航速等作戰效能，而是需具備多功能。因為香港屬亞熱帶氣候，並且每年都會受到颱風吹襲，所以設計時已考慮到空調系統的效能，並且重視在大風浪下的耐航性。負責建造孔雀級巡邏艦的海爾羅素造船廠於1970年代後期分別建造了島級巡邏艦及城堡級巡邏艦，這兩款巡邏艦主要為英國的漁業保護而建造，皆採用遠洋漁船的艦體設計，而孔雀級以巡邏、反偷渡、反走私和海難搜救為主要任務，皇家海軍在招標設計時要求孔雀級需有軍艦的外觀。由於任務性質及應用海域有較大分別，所以孔雀級沒有直接套用島級和城堡級的設計。孔雀級的巡邏範圍以香港及鄰近海域為主，排水量小於在英國外海和專屬經濟水域執行漁業巡護任務的島級和城堡級，但孔雀級的航速較高，武器火力也較為強大。相較於駐港皇家海軍之前使用由頓級掃雷艦改裝而成的巡邏艦，孔雀級的排水量大上一倍，滿載排水量達到712噸，艦體空間較頓級充裕；長度和寬度分別是62.6米和10米，大於頓級的長46米和寬8.5米，吃水也較深，可提供較頓級為佳的耐航性。孔雀級的艦體使用鋼材建造，內部的隔艙設計可保證兩個相鄰艙間進水後都不會沉沒，以滿足皇家海軍對生存性的要求。英國軍事雜誌《詹氏戰艦》的編輯指孔雀級的上層構築是使用鎂鋁合金製造，可能有易燃危險，造成類似福克蘭群島戰爭的損失；國防部回應指孔雀級的角色並不是到大西洋作戰，鋁材用於建造軍艦已有多年歷史，但沒有提及孔雀級有使用鎂鋁合金。孔雀級沒有設置機庫和直升機甲板，位於主炮前方的前甲板被劃為直升機吊運點，使用前先將主炮旋轉到其中一側，便可騰出空間供直升機進行垂直補給。

### 輪機及裝備
孔雀級的主機為兩台皮爾斯蒂克 18 PA6 V 280 柴油機，總輸出馬力14,188匹，雙軸推進，最高航速25節，航速17節時續航力2,500海里。相較於之前的頓級最高航速只有15節，在航速12節時續航力2,500海里，孔雀級的最高航速不但快上10節，在相同續航里程下的經濟航速也較高。為了在低速航行時都有良好的迴轉能力，艦身裝有一具可伸縮及左右迴轉的肖特爾 S103 LSVEST輔助推進器，這具輸出馬力181匹的輔助推進器在需要使用時才降入海中，不使用時則可收入艦體內，可避免對高速航行造成阻力。由於這具輔助推進器可左右迴轉藉此改變動力的輸出方向，因此無須啟動主軸的推進器，孔雀級都可達成低速航行及轉向，有利於在狹窄水域進行迴轉和靠泊的操作。孔雀級具備接受海上加油的能力，並配備淡水生產設備，自持能力較頓級巡邏艦大幅增強，可以連續十天在海上作業而無須補給，不但可延長執行巡邏和搜救任務的時間，駐港皇家海軍也因此可前往東南亞國家和西太平洋地區進行親善訪問和參加聯合軍演。艦上配備完善的中央空調系統，即使在熱帶地區操作都可維持舒適性。孔雀級的標準編制是44人，包括6名軍官及登船搜查小組的成員。艦上的空間在需要時可搭載達100人，以便收容在執法或拯救行動中需要被轉移到艦上的人員，艦內還設有醫療設施。由於艦上的空間寬敞，可提供較佳的居住條件，所以適合遠洋航行。在艦尾甲板設有兩台起重機並備有兩艘SR5M硬殼充氣突擊艇，可供登船臨檢、追截走私或海上搜救時使用；艦上亦備有供潛水員使用的減壓艙，可支援潛水員進行海底搜索及打撈。
孔雀級的桅杆上裝有一具由凱文休斯（Kelvin Hughes）供應的Type 1006平面搜索雷達，艦上亦配有用於探測海床資料的MS45 Mk 2回聲探測儀。相比起之前的頓級巡邏艦只有兩門由人手操作的博福斯40毫米60倍徑機炮，孔雀級大幅增強武裝，在艦首配備一門奧托梅萊拉76毫米62倍徑快炮，射速可達每分鐘85發，並由位於艦橋上方的GSA7 海射手（Sea Archer）Mk 1光電射控儀進行目標追踪和射擊控制，這具光電射控儀於1987年更整合GEC V3800熱影像夜視儀增強全天候追踪和接戰能力。艦上還有4支7.62毫米口徑的L7通用機槍提供近程火力，也可用於警告性的射擊。

### 轉售後的升級

#### 愛爾蘭
愛爾蘭海軍於1988年從皇家海軍購入兩艘較後期建造的孔雀級，在愛爾蘭海軍服役時被更名為奧拉號（LÉ Orla P41）及西亞拉號（LÉ Ciara P42），兩艦的裝備於服役後並沒有被大幅修改，只是加裝兩支12.7毫米口徑M2重機槍。愛爾蘭海軍在西歐各國中屬於較小規模的海軍，兩艘孔雀級巡邏艦自服役起一直擔任該國主要的近岸巡邏艦艇。奧拉號曾於1993年在一次登船搜查行動中，破獲愛爾蘭有史以來最大規模的毒品走私案；西亞拉號亦於1999年在愛爾蘭西南面海域派員登上商船搜查時，截獲愛爾蘭歷來規模第二大的毒品販運案。兩艦在2014年進行檢查時被發現含有早年仍未被禁用的石棉，因此需要停用數個月進行移除。愛爾蘭海軍後來為孔雀級更新導航和電子設備，並在艦上加裝兩座德國萊茵金屬Rh202 20毫米口徑機炮增強近程火力。
奧拉號及西亞拉號在2022年7月8日正式除役，兩艦的空缺會從新西蘭皇家海軍中購入兩艘退役的湖級近岸巡邏艦填補。

#### 菲律賓
菲律賓海軍於1997年購入三艘從皇家海軍除役的孔雀級，在同年8月再度服役時分別被更名為埃米利奧·哈辛托號（BRP Emilio Jacinto PS-35）、阿波里納里奧·馬比尼號（BRP Apolinario Mabini PS-36）及阿特米奧·理察號（BRP Artemio Ricarte PS-37）。 由於菲律賓海軍在1990年代仍主要由馬爾瓦爾級和黎剎級等美國在二次大戰時期建造，及後轉交菲律賓使用的巡邏艦組成，所以三艘孔雀級在服役後即成為菲律賓海軍最先進的作戰艦艇。菲律賓於2003年決定為孔雀級進行三階段的升級計劃，首階段耗資達1,740萬美元的升級由英國防務工程公司奎奈蒂克承包，這階段主要涉及武器和電子設備的翻新和升級，包括翻修艦首的奧托梅萊拉76毫米口徑快炮，在艦尾加裝一座裝有M242巨蝮式鏈炮的遙控武器站，使用Radamec 1500型光電射控儀取代原有的GSA7海射手式光電射控儀，艦上的導航及控制系統亦被更新，包括換裝斯帕利海事公司的Bridge Master E系列搜索雷達，雷神公司的陀螺羅經，換裝全球定位系統及更新風速計，這個階段的升級於2004年11月開始，至2006年11月全部完成。第二階段是2007年展開的動力系統升級計劃，包括翻新艦體及動力系統，換裝動力系統的監察及控制單元，更新發電機和輔助動力系統等。在2010年代執行的第三階段屬於延壽計劃。除了升級和延壽計劃外，近程火力亦有所增強，在煙囪前方的兩側各加裝一門20毫米口徑的MK 16機炮，及以兩支M2重機槍取代原有的四支7.62毫米口徑通用機槍。菲律賓海軍還計劃在孔雀級加裝反艦導彈，但礙於可利用的甲板空間和負重餘裕已接近飽和，只能選用海賊鷗導彈之類的輕型反艦飛彈，因此加裝導彈的構想仍未有實施。

## 同級艦列表
全部共五艘孔雀級巡邏艦都由位於英國蘇格蘭阿伯丁的海爾羅素造船廠建造，先後於1984年至1985年加入英國皇家海軍香港中隊，全部都以鳥類命名，除了第一艘孔雀號，其餘四艘的中文名都是直接由英文音譯。較新的兩艘於1988年被轉售愛爾蘭，其餘三艘一直服役至1997年轉售菲律賓。
| 艦名               | 其他譯名 | 舷號 | 動工   | 下水          | 完工   | 服役及除役      | 後續情況                                                                          |
| ------------------ | -------- | ---- | ------ | ------------- | ------ | --------------- | --------------------------------------------------------------------------------- |
| 孔雀（Peacock）    | -        | P239 | 1982年 | 1982年12月1日 | 1983年 | 1984年 - 1997年 | 1997年轉售菲律賓，改名「埃米利奧·哈辛托」（Emilio Jacinto），舷號（PS-35）        |
| 蒲樂福（Plover）   | 千鳥     | P240 | 1982年 | 1983年4月12日 | 1984年 | 1984年 - 1997年 | 1997年轉售菲律賓，改名「阿波里納里奧·馬比尼」（Apolinario Mabini），舷號（PS-36） |
| 薜達靈（Starling） | 歐椋鳥   | P241 | 1982年 | 1983年9月7日  | 1984年 | 1984年 - 1997年 | 1997年轉售菲律賓，改名「阿特米奧·理查德」（Artemio Ricarte），舷號（PS-37）       |
| 史華羅（Swallow）  | 燕子     | P242 | 1983年 | 1984年3月30日 | 1985年 | 1985年 - 1988年 | 1988年轉售愛爾蘭，改名「西亞拉」（LÉ Ciara），舷號（P42）                         |
| 斯威夫特（Swift）  | 褐雨燕   | P243 | 1983年 | 1984年9月11日 | 1985年 | 1985年 - 1988年 | 1988年轉售愛爾蘭，改名「奧拉」（LÉ Orla），舷號（P41）                            |

## 外部連結
- Irish Naval Service - LÉ Orla P41（页面存档备份，存于）
- Irish Naval Service - LÉ Ciara P42（页面存档备份，存于）